# Posídip d'Atenes
Posidip (llatí: Poseidippus o Posidippus, en grec antic: Ποσείδιππος, Ποσίδιππος) fou un poeta atenenc de la nova comèdia, fill de Cinisc i nadiu de Cassandrea, a la Calcídica, encara que va viure quasi sempre a Atenes.
Un autor anònim sobre comèdies l'esmenta com el més cèlebre poeta de la nova comèdia entre un total de sis poetes. Va començar la seva carrera teatral el tercer any després de la mort de Menandre, és a dir el 289 aC (Olimpíada 122). Segons Ateneu de Nàucratis els personatges principals de les seves comèdies eren cuiners. Aulus Gel·li diu que era un dels còmics grecs que van ser imitats els poetes llatins.
De la seva vida gairebé no se sap res, però es conserva una estàtua asseguda d'ell, avui als Museus Vaticans, que es considera una de les millors mostres de l'Art de l'antiga Grècia. En resten molt pocs fragments de les seves obres, i pels títols coneguts, algunes comèdies sembla que podrien ser de caràcter llicenciós.
L'enciclopèdia Suides dona una llista de les seves obres:
- Αναβλέπων (Anablépon, "Aquell que hi torna a veure")
- Αποκλειομένη (Apokleioméne "La dona exclosa")
- Γαλάτης (Galátes "Els gals")
- Δήμοται (Démotai "Ciutadans")
- Ερμαφρόδιτος (Hermaphroditos "Hermafrodit"
- Επίσταθμος (Epistathmos "Governador, harmost")
- {Εφεσία (Ephesia "La noia d'Efes")
- Κώδων (Kódon "La campana")
- Λοκρίδες (Lokrídes "La dona de Lòcrida)
- Μεταφερόμενοι (Metapherómenoi "Els transportats")
- Μύρμηξ (Mirmex "La formiga")
- Ομοιοι (Oimoi "Gent que s'assembla")
- Παιδίον (Paidíon "El nen petit")
- {Πορνοδοσκός (Pornodoskós "El proxeneta")
- Σύντροφοι (Síntrophoi "Camarades")
- Φιλόσοφοι (Philósophoi "Filòsofs")
- Φιλοπάτωρ (Philopátor "El pare amorós")
- Χορεύουσαι (Choreuousai "Ballarines").[1]